# José Carlos Figueiredo Almeida
José Carlos Figueiredo Almeida (São João da Madeira, 1963), é um técnico de Conservação e Restauro .

## Biografia
Nasceu em S.João da Madeira, Aveiro, Portugal,reside em Carregosa no Concelho de Oliveira de Azeméis. Obteve conhecimentos no Curso de Pintura, ministrado pelo Centro de Arte de São João da Madeira, em 1987,1988,1989 tendo destacado-se pelo trabalho elaborado na área de Conservação e Restauro até à data. É licenciado em  Conservação e Restauro do Património pela Universidade Portucalense.

## Forte influência Artística
Breve Historial de carregosenses na Arte Sacra
D.Manuel (III) Correia de Bastos Pina, Bispo de Coimbra(padrinho do ultimo rei de Portugal D. Manuel II), natural de Carregosa lançou as sementes da Arte Sacra em Carregosa, ajudando os irmãos Ferreira dos Santos, dos quais se destacou José Ferreira dos Santos a desenvolverem uma oficina de Arte Sacra, delegando a estes o então restauro do retábulo mor da Sé Velha de Coimbra.
José F. dos Santos transmitiu e legou a sua experiência nesta arte a seu filho Manuel S. F. dos Santos, sogro de José Carlos com quem fez vários trabalhos nomeadamente o restauro da Igreja de Fajões acerca de 19 anos atrás.
Sendo José Carlos seguidor de toda uma experiência acumulada e transmitida de geração em geração, somando-a aos novos produtos e técnicas actuais de conservação e restauro.

## Trabalhos
Alguns dos Restauros efectuados por José Carlos de Figueiredo Almeida:
- Igreja de Fajões (Oliveira de Azeméis) – Desmontagem parcial e restauro de todos os altares;
- Igreja de Rôge (Vale Cambra) – Restauro dos tectos, altares e de todas as imagens;
- Igreja de Romariz (Santa Maria da Feira) – Conservação e restauro de todos os altares;
- Igreja de Serrazes (S.Pedro do Sul) – Restauro de todos os altares;
- Igreja de Baiões ( São Pedro do Sul)- Restauro de todos os altares;
- Capela de Algeriz (Macieira de Cambra) ;
- Igreja S. Vicente Pereira (Ovar) – Restauro de todos os altares;
- Igreja de César (Oliveira de Azeméis) – Restauro de todos os altares e as pinturas no tecto da Igreja;
- Igreja de Macieira de Cambra (Vale Cambra) – Restauro em curso;
- Igreja de São João da Madeira - Restauro de todos os retábulos e algumas imagens;